# Montrosier
Montrosier (okzitanisch: Montrosièrs) ist eine französische Gemeinde mit 34 Einwohnern (Stand: 1. Januar 2022) im Département Tarn in der Region Okzitanien (vor 2016 Midi-Pyrénées).Sie gehört zum Arrondissement Albi und zum Kanton Carmaux-2 Vallée du Cérou. 

## Geografie
Montrosier liegt etwa 42 Kilometer nordwestlich von Albi am Aveyron, der die Gemeinde im Norden begrenzt. Umgeben wird Montrosier von den Nachbargemeinden Féneyrols im Norden und Westen, Varen im Norden und Nordosten sowie Milhars im Süden und Osten.

## Bevölkerungsentwicklung
| Jahr                       | 1962 | 1968 | 1975 | 1982 | 1990 | 1999 | 2006 | 2018 |
| -------------------------- | ---- | ---- | ---- | ---- | ---- | ---- | ---- | ---- |
| Einwohner                  | 42   | 52   | 48   | 34   | 27   | 34   | 31   | 35   |
| Quellen: Cassini und INSEE |      |      |      |      |      |      |      |      |

## Sehenswürdigkeiten

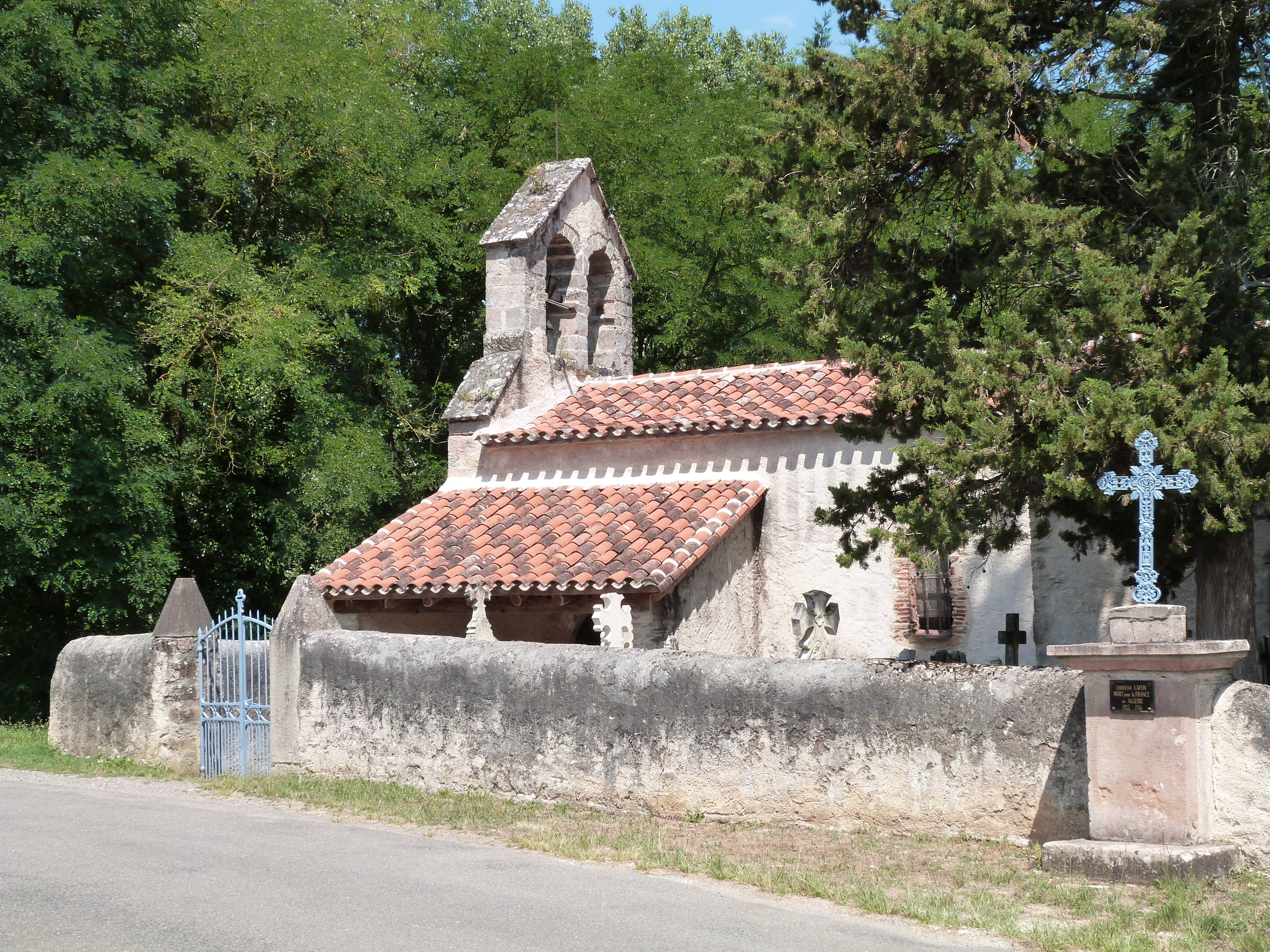
Kirche Nativité de Notre-Dame

- Kirche La Nativité-de-Notre-Dame